# Непомнин, Олег Ефимович
Олег Ефимович Непомнин (3 мая 1935, Москва — 31 октября 2020, Москва) — советский и российский историк-китаист, специалист в области истории и экономики Китая. Доктор исторических наук, профессор.

## Биография
Олег Ефимович Непомнин, выдающийся русский ученый-синолог, автор многих фундаментальных трудов по истории Китая, родился 3 мая 1935 г. в Москве в семье издательского работника, заведующего отделом «Гознака», выпускавшего марки, знаки почтовой оплаты и пр. Его мать Вера Павловна Тункова происходила из театральной семьи: ее отец служил управляющим в частном театре Незлобина (при советской власти — Детский театр в центре Москвы). Интересно, что богатый купец и меценат Незлобин назначил Павла Ивановича Тункова на должность управляющего из-за его исключительной честности. Сам Павел Иванович был актером и другом детства Федора Ивановича Шаляпина. Их дружба и тесное общение продолжались долгие годы.
Окончив школу в 1953 году, поступил в Институт восточных языков при МГУ, где обучался в одной группе с Алексеем Бокщаниным. Получив диплом с отличием, О. Е. Непомнин в 1958 г. по распределению поступил на работу в Институт китаеведения, который впоследствии был влит в Институт востоковедения Академии Наук, в Отдел Китая. По окончании заочной аспирантуры в 1965 г. Олег Ефимович защитил кандидатскую диссертацию по теме «Экономическая история Китая. 1864—1894 гг.», а в 1968 г. докторскую диссертацию «Социально-экономическая история Китая. 1894—1914 гг.». Наиболее полно талант ученого развернулся после его перехода в Отдел истории Востока в 1989 г.
Олег Ефимович с восторгом встретил перестройку. По присутственным дням в Отделе истории Востока работал настоящий дискуссионный клуб, и в ярких спонтанных обсуждениях и дебатах участвовали многие члены Отдела и Института: сам О. Е. Непомнин, Л. С. Васильев, М. В. Горелик, А. Л. Рябинин, приходили пить чай и беседовать А. А. Бокщанин, Ю. В. Чудодеев, рассказывали об экспедициях, о серьезных проблемах и курьезах востоковедной жизни Д. Д. Васильев и А. Ш. Кадырбаев. События 1989 года на площади Тяньаньмэнь в Пекине знаменовали для Олега Ефимовича начало периода отрезвления, как и последовавший вскоре спад перестроечной эйфории; он концентрируется на работе, руководя Сектором цивилизационных и региональных исследований Востока.
Непомнин стоял у истоков китайского направления на Факультете истории, политологии и права РГГУ и читал лекции в Институте журналистики и литературного творчества того же вуза, где воспитал целую плеяду историков-китаеведов, ныне успешно работающих в науке; само же преподавание истории и культуры Китая ныне немыслимо без обобщающих трудов О. Е. Непомнина.
Член Диссертационного совета ИВ РАН.
Был женат, имел двух дочек-близняшек.

## Научный вклад
Олег Ефимович Непомнин является одним из ведущих специалистов в области новой и новейшей истории Китая, в частности проблем китайской социальной и экономической истории. В свои ранних работах он предложил решение коренных проблем становления капиталистического уклада в традиционном Китае, трансформации традиционных структур и формирования национальной буржуазии в рамках переходного общества начала XX века.
О. Е. Непомнин теоретически обосновал и на фактическом материале проиллюстрировал свою концепцию циклического развития Китая в Новое время, последовательную смену династийных циклов, начиная с эпохи Хань. Новейшую историю Китая Олег Ефимович рассматривает как закономерное и предсказуемое развитие предыдущих циклов в условиях современности и социально-экономической модернизации этой великой страны. Особый интерес ученого к главным отличительным чертам восточных обществ — повышенной роли государства, его стремление подчинить себе и контролировать все стороны жизни общества, жесткая централизация, преобладание вертикальных, а не горизонтальных социальных связей, господство аппарата, засилье бюрократизма, нивелировка личности, приоритет распределения над свободной торговлей и пр. — позволил ему сформировать собственную точку зрения на причины необычайной живучести азиатского способа производства, его огромные регенерационные возможности. При этом такой способ производства и традиционный восточный тип государственного устройства, по его мнению, практически полностью несовместимы с динамичным экономическим и социальным развитием.
Разработав в период с 1960 по 1990 гг. широкий круг специальных вопросов, касающихся переходного китайского общества, в последнее десятилетие XX века — начале XXI века Олег Ефимович всё больше времени уделял работе над обобщающими трудами. В частности, он выступил как автор ряда глав и член редколлегии шеститомного труда «История Востока», опубликовал основополагающие монографии «История Китая. Эпоха Цин» (2005) и «История Китая. XX век» (2011). Им также был написан ряд глав в VI томе 10-томной «Истории Китая с древности до наших дней», написанной под редакцией академика Тихвинского. В монографии «Типология азиатских обществ» (2010) он дал сравнительный анализ моделей традиционных обществ Востока. В работе рассматриваются восемь азиатских моделей традиционных обществ: арабо-османская, китайская, японская, индийская, вьетнамская, малайская, индокитайско-яванская и степная. В заключении обосновывается вывод о том, что синтез западной и восточных моделей является господствующим вариантом модернизации Востока.
Всего Непомниным опубликовано свыше 120 научных работ, в том числе 10 монографий.

## Основные публикации
- Непомнин О. Е. Экономическая история Китая (1864—1894 гг.) / Отв. ред. Г. Д. Сухарчук. — М.: Наука. Главная редакция восточной литературы , 1974. — 304 с. — 2900 экз.
- Непомнин О. Е. Социально-экономическая история Китая. 1894—1914. — М.: Наука. Главная редакция восточной литературы, 1980. — 368 с. — 3100 экз.
- Социальная структура Китая. XIX — первая половина XX в. — М., 1990. (Коллективная монография; Ответственный редактор и автор 13 из 18 глав.)
- Непомнин О. Е. История Китая. Эпоха Цин. XVII — начало XX века / Институт востоковедения РАН. — М.: Восточная литература, 2005. — 712 с. — 1000 экз. — ISBN 5-02-018400-4.
- Непомнин О. Е. История Китая. XX век / Институт востоковедения РАН. — М.: Крафт+, 2011. — 736 с. — (История стран Востока. XX век). — 1000 экз. — ISBN 978-5-89282-445-3.
- Непомнин О. Е., Иванов Н. А. Типология азиатских обществ : учебное пособие. — М. : Восточная литература, 2010. — 438, [2] с. ISBN 978-5-02-036429-5